# Бородулино (Псковская область)
Бородулино — деревня в Себежском районе Псковской области России. Входит в состав сельского поселения «Себежское».

## География
Находится на юго-западе региона,  в лесной местности, в 2 км от озера Себежское, на территории национального парка «Себежский».
Уличная сеть не развита.

## Климат
Климат, как и во всем  районе, умеренно континентальный. Характеризуется мягкой зимой, относительно прохладным летом, сравнительно высокой влажностью воздуха и значительным количеством осадков в течение всего года. Средняя температура воздуха в июле +17 C, в январе -8 C. Средняя продолжительность безморозного периода составляет 130–145 дней в году. Годовое количество осадков – 600–700 мм. Большая их часть выпадает в апреле – октябре. Устойчивый снежный покров держится 100–115 дней; его мощность обычно не превышает 20–30 см.  

## История
В  1802—1924 годах земли поселения входили в Себежский уезд Витебской губернии.
В 1941—1944 гг. местность находилась под фашистской оккупацией войсками Гитлеровской Германии.
Деревня Бородулино  в советские и постсоветские годы входила в Лавровский сельсовет, который Постановлением Псковского областного Собрания депутатов от 26 января 1995 года переименован в Лавровскую волость.
В 1995-2010 годах деревня Бородулино входила в  Лавровскую волость, вплоть до её упразднения согласно Закону Псковской области  от 03.06.2010 № 984-ОЗ.
С 2010 года входит в сельское поселение  Себежское.

## Население
| 2001 | 2002 | 2010 |
| ---- | ---- | ---- |
| 4    | ↘3   | ↘0   |

### Национальный и гендерный состав
Согласно результатам переписи 2002 года, в национальной структуре населения русские составляли  100  % от общей численности в 3   чел., из них  1 мужчина,  2 женщины.

## Инфраструктура
Личное подсобное хозяйство.

## Транспорт
Деревня доступна по просёлочной дороге, подъездная к автодороге 58К-284.